# シャンバーヴ
シャンバーヴ（フランス語: Chambave [ʃɑ̃bav]）は、イタリア共和国ヴァッレ・ダオスタ州にある、人口約900人の基礎自治体（コムーネ）。

## 地理

### 位置・広がり

#### 隣接コムーネ
隣接するコムーネは以下の通り。
- シャンデプラ
- フェーニス
- ポンテイ
- サン＝ドニ
- ヴェラーユ

## 行政

### 分離集落
シャンバーヴには、以下の分離集落（フラツィオーネ）がある。
- Arlier, Cesséyaz, Champagne, Champlan, Chandianaz, Clapey, Croux, Les Fosses, Goillaz, Grenellaz, Guichet, Jovençanaz, La Meyaz, Margnier, Montcharey, Ollières, Parléaz, Perret, Pilliolet, La Plantaz, La Poya, Praz, Promassaz, Protorgnet, Ronchère, Septumian, Tercy, Thuy, Valléry, Verthuy

## 姉妹都市
- Saint-Laurent-de-Mure、フランス